# Tumulus C von Péré

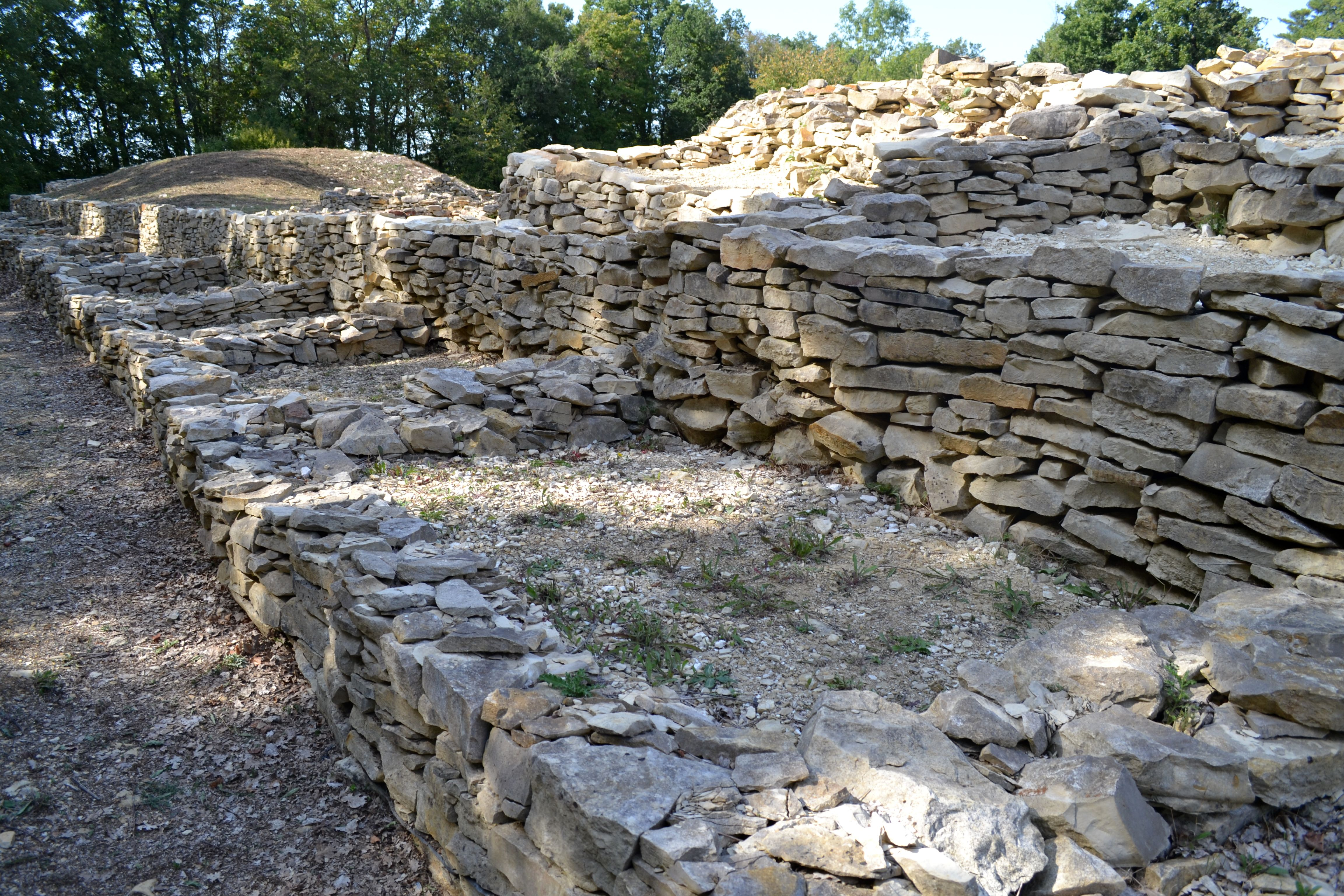
Tumulus von Péré

Der Tumulus C von Péré (auch Prissé péré genannt) bei Prissé-la-Charrière im Département Deux-Sèvres in Frankreich wird seit 2004 ausgegraben. Die etwa 100 Meter lange und 20 Meter breite Anlage aus der Jungsteinzeit wurde in der Vorzeit etwa 400 Jahre lang genutzt. Die Archäologen Roger Joussaume, Luc Laporte und Chris Scarre koordinieren die Arbeiten.
Der Grabhügel aus Trockenmauerwerk und Lehm besticht nicht nur durch seine Größe, sondern auch durch mehrfache Erweiterungen. Zurzeit sind drei Kammern bekannt. In der dritten, die etwa 6000 Jahre lang komplett blockiert war, fanden die Archäologen die Knochen von sechs Personen (eine Frau, zwei Männer und drei Kinder), eine Perle, einen Eberzahn und zwei Keramikvasen. Die Forscher sind sicher, dass sie hier einen der äußerst seltenen Einblicke in die Rituale der neolithischen Erbauer um 4200 v. Chr. erhalten, deren Knochen und Beigaben nicht mit späteren Nutzungen vermischt wurden. Der Grabhügel enthält außerhalb der Kammern
auch mehrere Einzelbestattungen.
Der Tumulus zeigt die komplexe Entwicklung solcher Hügel. Anfangs gab es nur eine Anlage, umgeben von einem runden Cairn. Zwischen 4450 und 4200 v. Chr. erfolgten darin mehrere Nachbestattungen. Alle erfolgten durch den bestehenden Zugang.

Tumulus de Péré
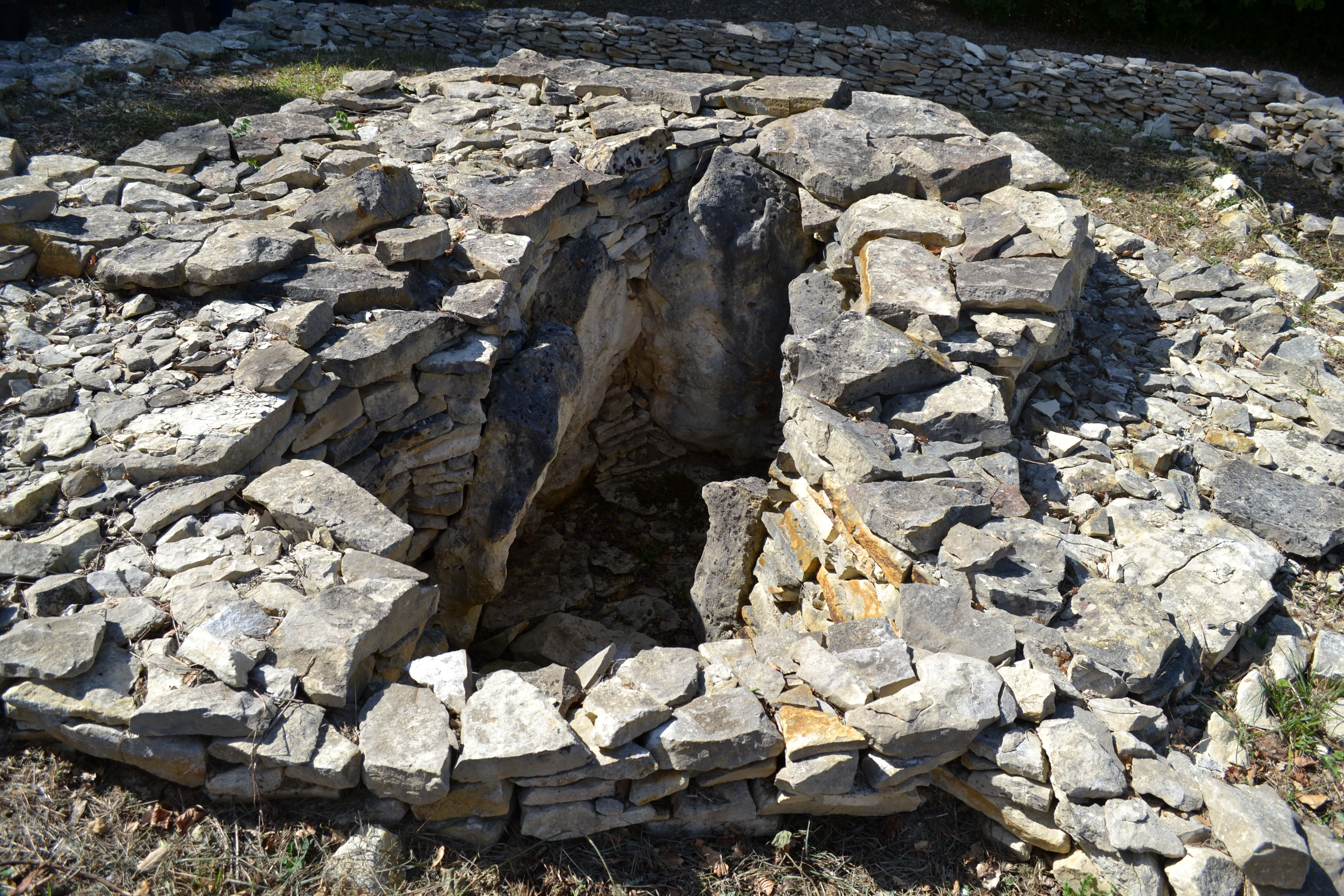
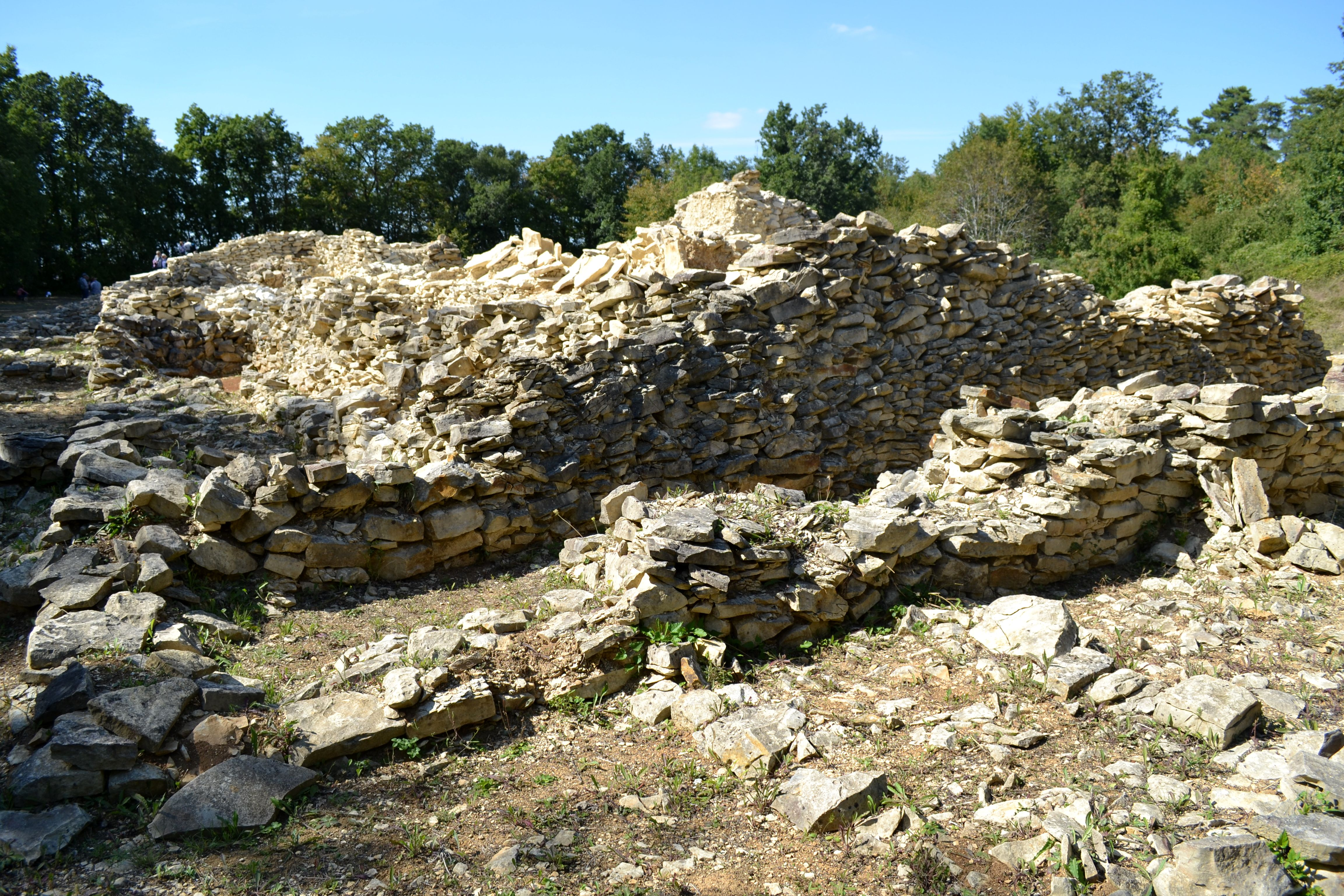
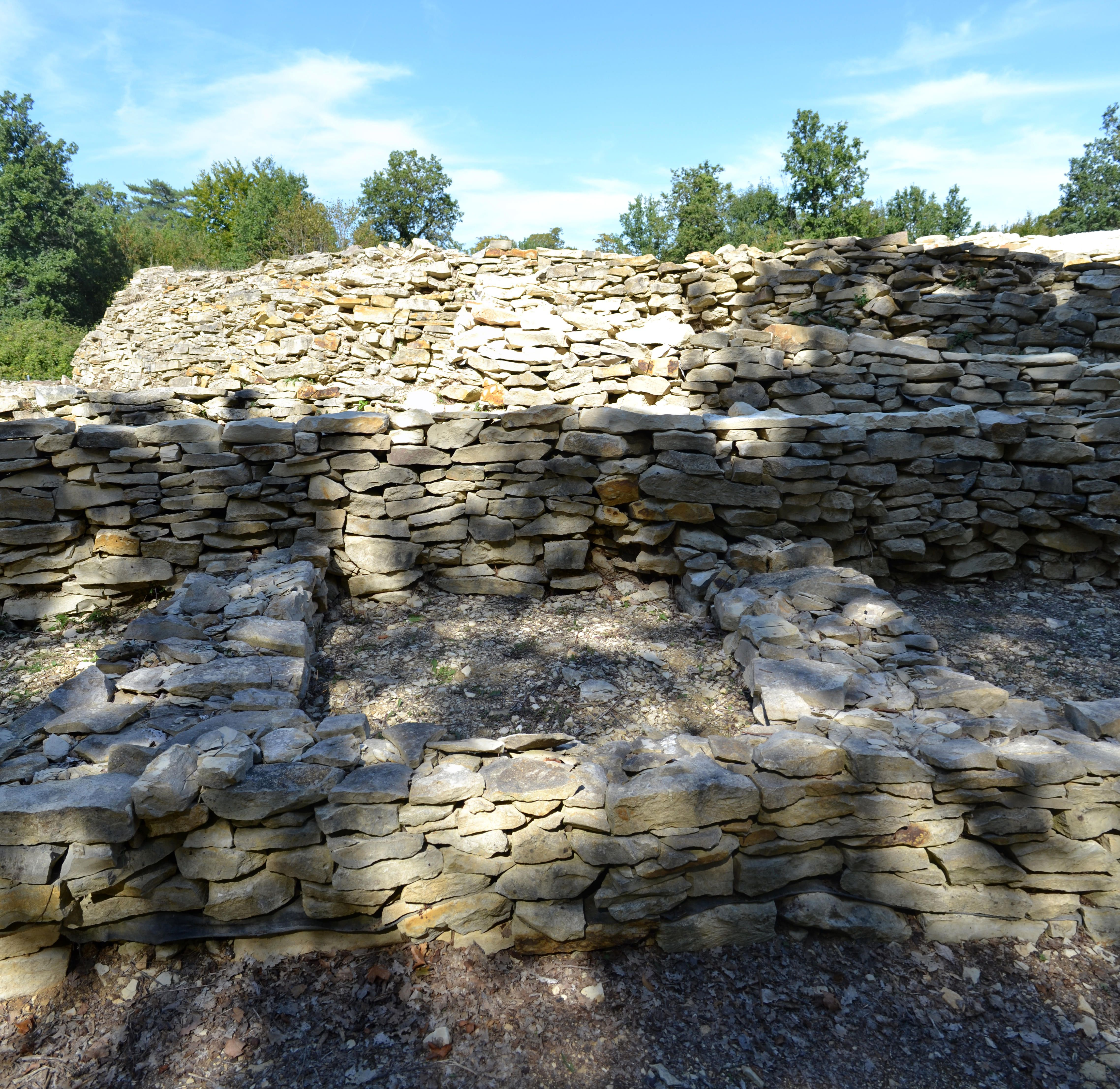
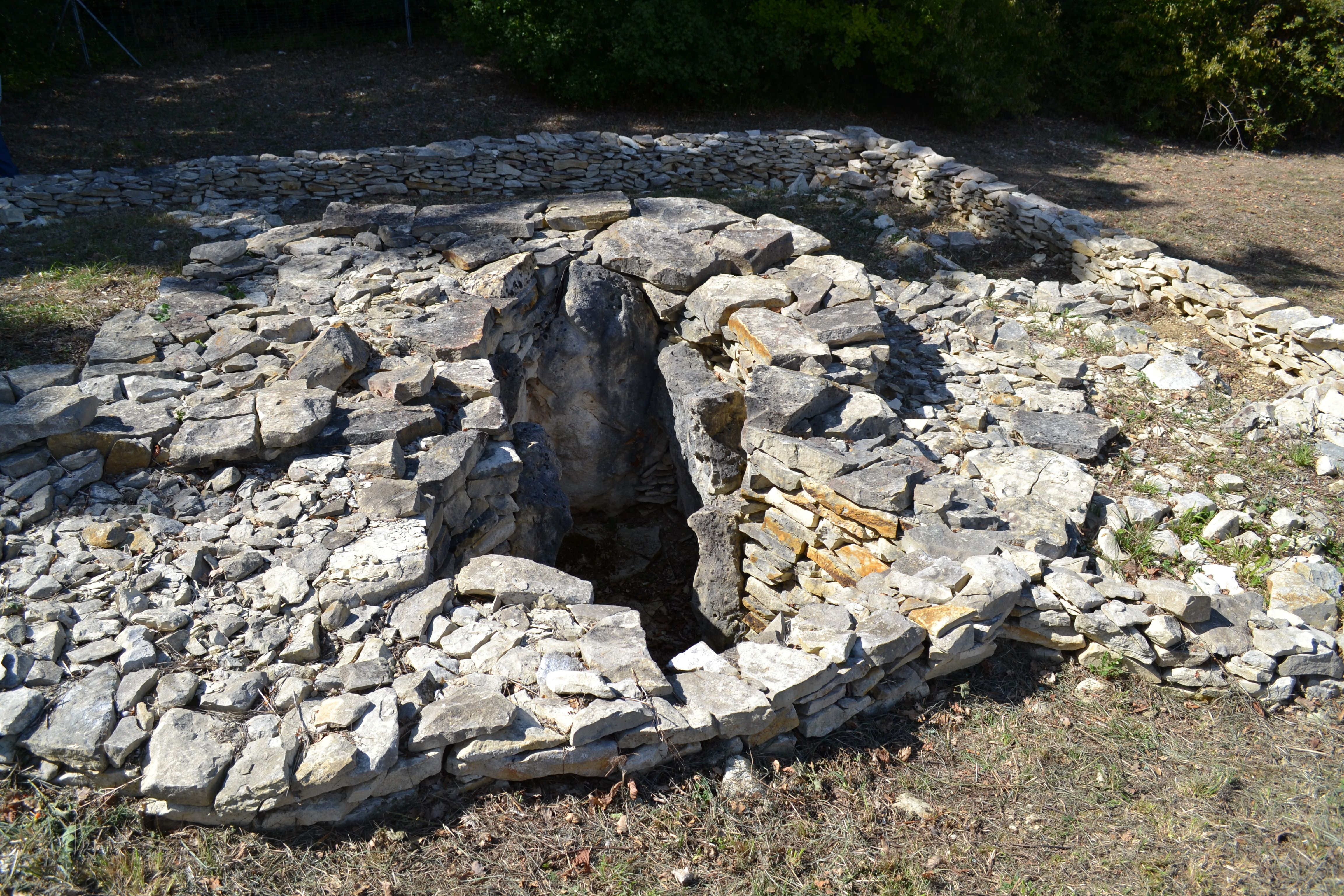
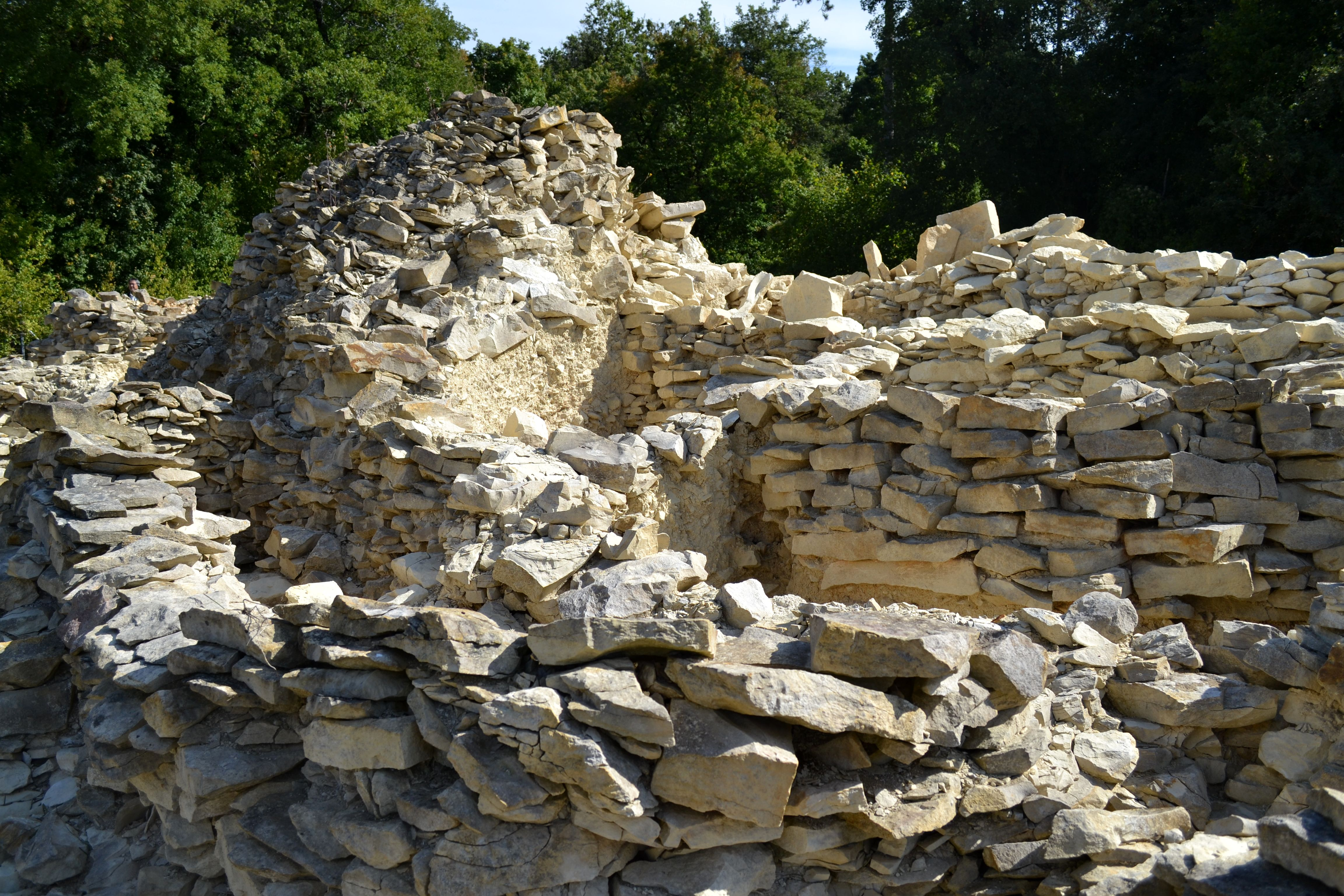
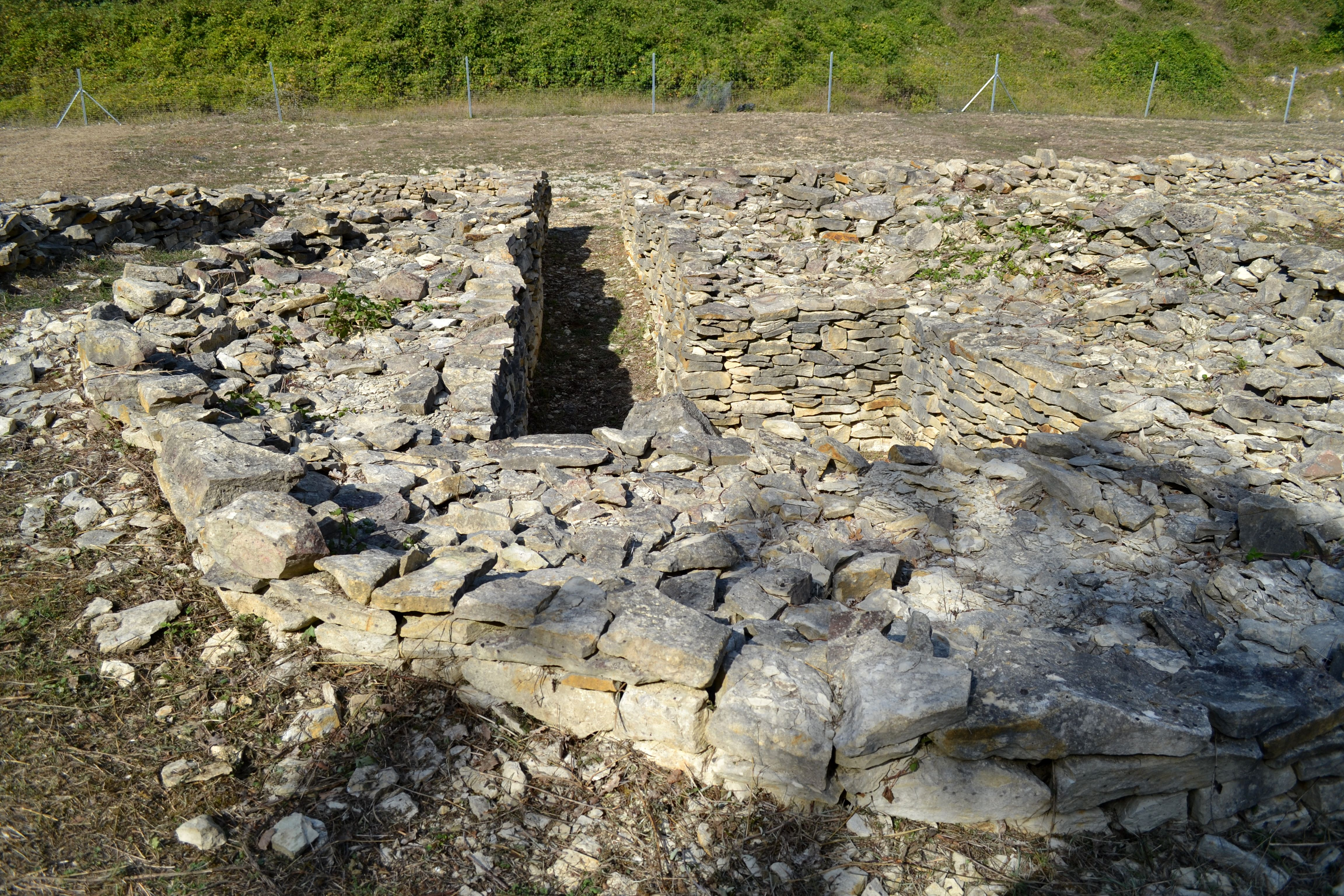
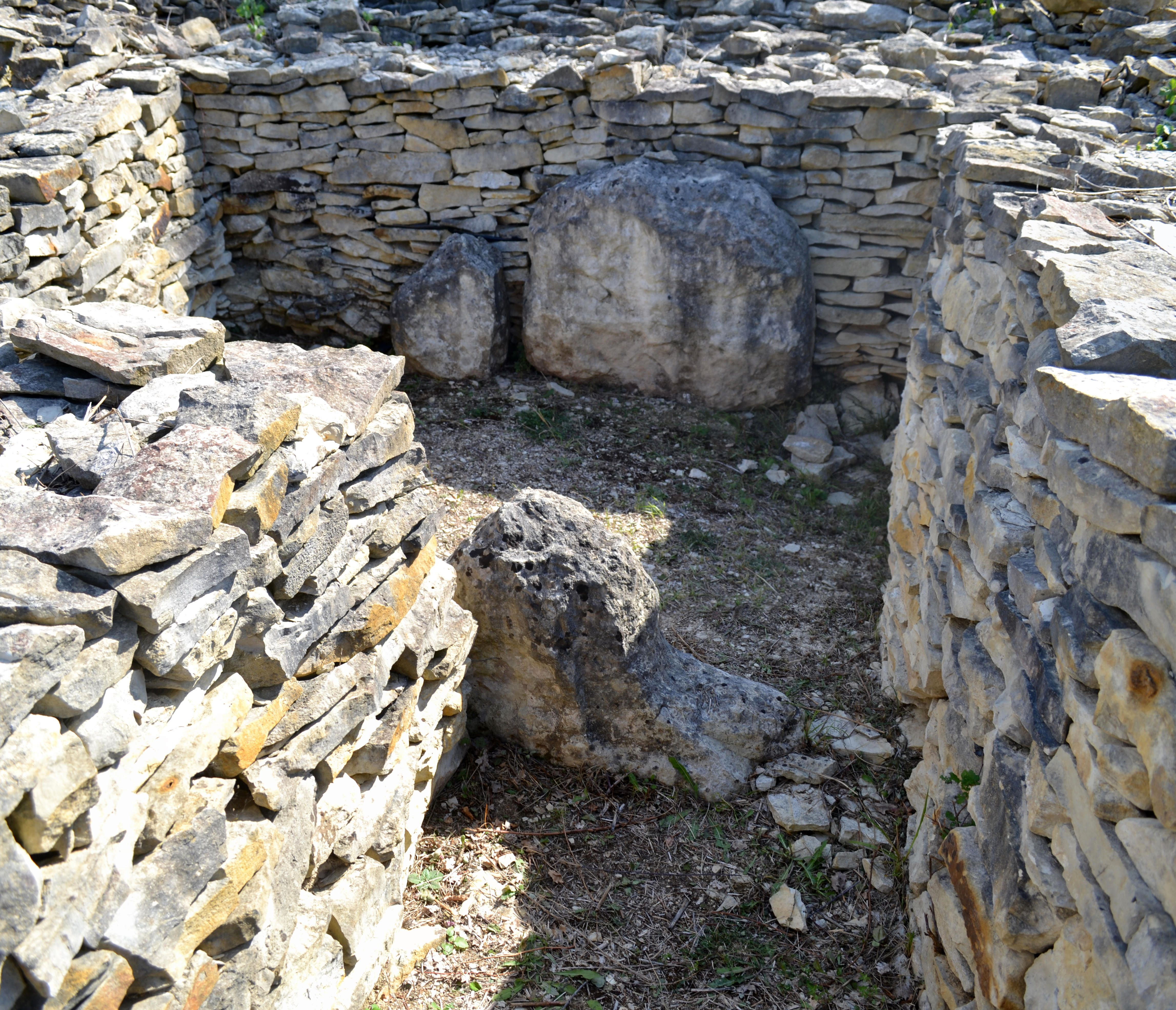
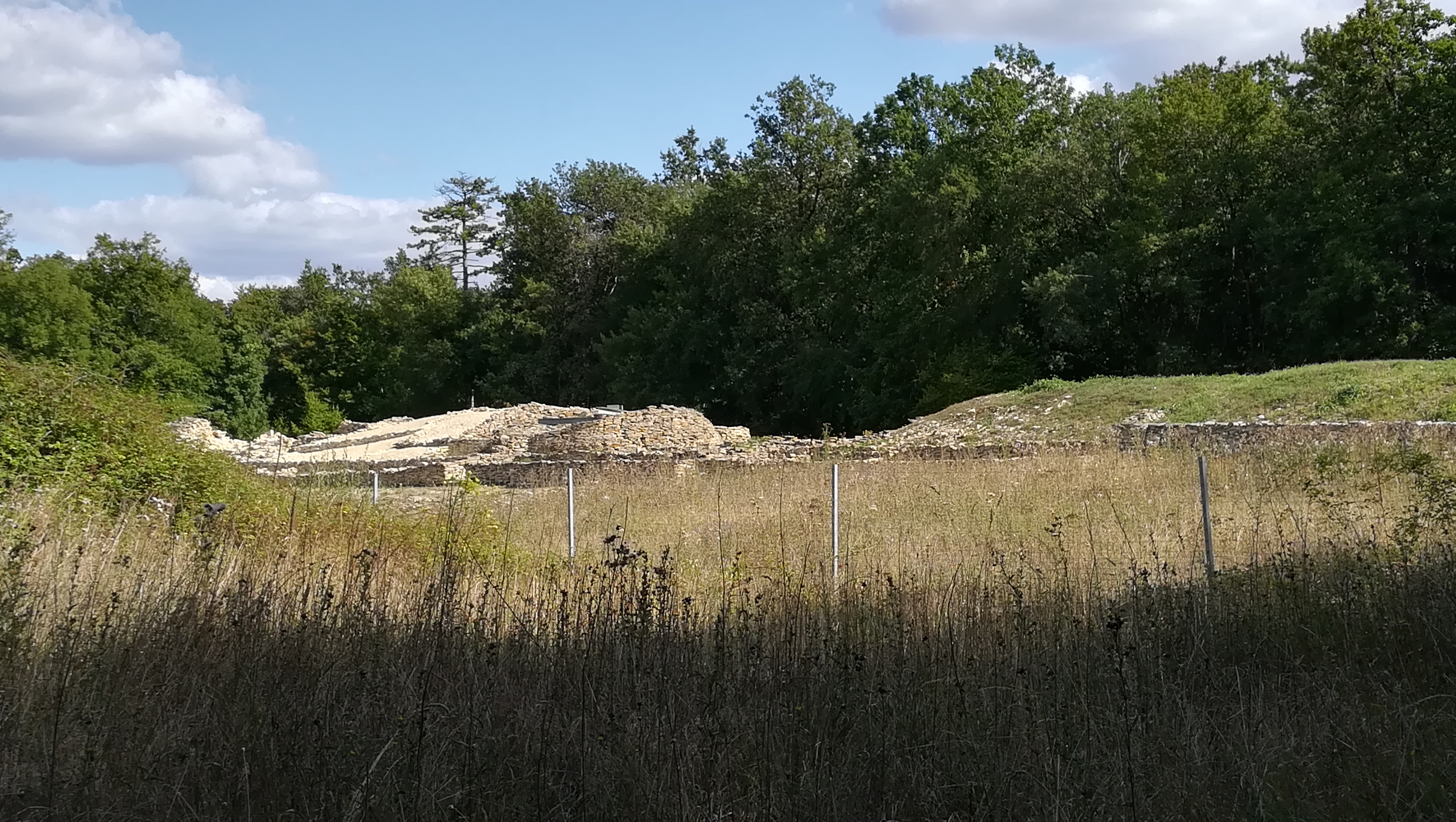

Ein weiterer Dolmen mit Gang und einer Deckenplatte mit einem Gewicht von 2,5 Tonnen wurde 4200 v. Chr. errichtet und von einem Rundcairn bedeckt. Die Lücke zwischen den Kammern wurde gefüllt und beide wurden von einem 100 m langen, ein wenig breiteren Tumulus bedeckt. Zwischen den ersten beiden Dolmen wurde schließlich jene megalithische Kammer mit Gang errichtet, in der die sechs Skelette gefunden wurden.
Die Konstruktion mit mehreren Kammern im selben Hügel ist vergleichbar mit anderen regionalen Tumuli von Champ Châlon in Benon (Département Charente-Maritime), aber auch mit Anlagen in der Normandie (Tumulus von Colombiers-sur-Seulles).
Die Frage nach den territorialen Organisationsmustern der jungsteinzeitlichen Gesellschaften im Westen Frankreichs bleibt unerforscht. Große früh untersuchte Denkmäler wie die von Sablons in Luxé oder Tumuli de Tusson (Charente) wurden topographisch nicht vermessen. Sie liegen heute als bewaldete Hügel in einer offenen Landschaft, eine Situation, die fast das Gegenteil von dem darstellt, was wir uns angesichts einiger Pollendaten für die prähistorische Zeit vorstellen. Die Ausgrabungen von Prissé-la-Charrière ermöglichen es jetzt, einige Modelle zu entwickeln.